# クロアチアの国章
クロアチアの国章（クロアチアのこくしょう）とは1990年12月21日に正式に定められたクロアチアの徽章である。
グラフィックデザイナーのミロスラヴ・シュテイのデザインで、一つの大きな盾とその上部に冠型に並ぶ五つの小さな盾（タンブレ）で構成されている。中心の大きな盾には縦横5マスの紅白の市松模様が置かれている。
中央の盾は、10世紀にクロアチアを建国したトミスラヴにちなむ。上部の小さな盾は左からそれぞれクロアチア、ドゥブロヴニク、ダルマチア、イストリア、スラヴォニアを象徴している。

## 構成要素
- 中央の盾はスペイン式盾と呼ばれるタイプの盾（エスカッシャン）である。赤と銀（白で代用されている）の市松模様（チェッキー）は通称を『シャホヴニツァ（英語版）』（クロアチア語でチェス盤という意味）という[1]。 赤はクロアチアの内陸部、白は海岸部を象徴する。
- 上部左端の盾は10世紀の中央クロアチアの紋章である。「現存するクロアチア最古の紋章」とされ、青地に金色（黄色）の六角星が浮かび、その下に銀色の三日月が配置されている[2]。 19世紀前半の民族復興の象徴となり、スラヴ神話や想像上のイリュリア国家に関連づけられて「イリュリアのレリヴァ」と呼ばれた[2]。
- 上部左から二番目の盾は15世紀のラグーサ共和国の紋章である。紺色の地に2本の赤い横帯（バー）が横に引かれている[2]。
- 上部中央は13世紀のダルマチアの紋章である。チャージ（盾の模様）は青地にV字に配置された冠を戴く（クローネ）3匹の黄金のライオン（頭部のみ）[2]。
- 上部右から二番目は15世紀のイストリアの紋章である。紺地に赤い角と蹄をもった黄（金）色の雄山羊が左向きで四足で立つ（ステータント）[2]。
- 上部右端は15世紀のスラヴォニアの紋章である。上部に黄（金）の六角星があり、下部に国境線でもあった二つの川（サヴァ川とドラーヴァ川）を表す銀の横帯が入る[2]。 帯の間は赤く中心を黒いテンが走っている[2] 。これは、黒テン（クーナ）の毛皮がかつて貨幣代わりに使われ、ヴェネツィアなどに贈られたことから。クロアチアのクーナ硬貨にはテンが描かれている。

## ユーゴスラビア時代の国章
かつてユーゴスラビアのクロアチア社会主義共和国だった時代でもクロアチア人の民族的象徴を表すチェス盤の盾が描かれていた。ただしチェス盤が太陽の海に浮かんだ図柄を金床 (労働) で抑えられた小麦 (農業) が取り囲んだ上に赤い星が描かれる社会主義典型的なデザインであった。

## 国章の変遷

クロアチア王国の国章
クロアチア＝スラヴォニア王国の国章（1868年-1918年）
クロアチア自治州の紋章（1940年-1941年）
クロアチア独立国の国章（1941年-1945年）
ユーゴスラビア時代の国章（1945年-1947年）
ユーゴスラビア時代の国章（1947年-1990年）
1990年-1991年の国章
1990年-1991年の国章（別の仕様）